# Corythaixoides
Corythaixoides es un género de ave de la familia turaco (Musophagidae).
A diferencia de muchos otros turacos que habitan bosques, estos son aves se encuentran en campos abiertos de África. Poseen plumas grises y blancas. En el sur de África, estas aves son conocidas como kwêvoëls, aunque también se les llama Loeries junto con otros turacos.

## Especies
Se reconocen las siguientes especies:
- Corythaixoides concolor - Turaco unicolor
- Corythaixoides leopoldi - Turaco carinegro
- Corythaixoides personatus, Turaco enmascarado.